# Taranto (tỉnh)
Tỉnh Taranto (Tiếng Ý: Provincia di Taranto) là một tỉnh ở vùng Apulia của Ý. Tỉnh lỵ là thành phố Taranto.
Tỉnh này có diện tích 2.437 km², tổng dân số là 580.588 (2005). Có 29 đô thị (danh từ số ít tiếng Ý:comune) ở trong tỉnh này  Lưu trữ ngày 7 tháng 8 năm 2007 tại Wayback Machine, xem các đô thị của tỉnh Taranto.